# Mohammad Sidique Khan
Mohammed Sidique Khan (20. oktober 1974 – 7. juli 2005) var en af de mistænkte efter terrorangrebet i London den 7. juli 2005. Han udløste en selvmordsbombe, som dræbte syv mennesker og sårede over 100 på et tog på Circle line på Edgware Road. Dokumenter, som tilhørte Khan, blev fundet på toget.
Han var fra Dewsbury ved Leeds. Khan var gift og havde en datter.